# Wieża widokowa „Szczerbanówka”
Wieża widokowa „Szczerbanówka” – turystyczna wieża widokowa zbudowana w 2017 na przełęczy Przysłup nad Szczerbanówką w Bieszczadach Zachodnich.

## Opis
Wieża leży tuż przy drodze wojewódzkiej nr 897 na odcinku Komańcza–Cisna, na Przełęczy Przysłup (749 m) w odległości 6 km od Cisnej. Nazwa wieży „Szczerbanówka” nawiązuje do nieistniejącej już miejscowości Szczerbanówka znajdującej się po zachodniej stronie przełęczy. Przed II wojną światową licząca 150 mieszkańców wieś tętniła życiem i skupiała wielokulturową społeczność. W wyniku wojny po wysiedleniach wieś całkowicie opustoszała, a zabudowania uległy zniszczeniu. Drewnianą filialną cerkiew greckokatolicką św. Dymitra z 1857 rozebrano w 1950.
W latach 80. XX w. rozpoczęto na terenie po wsi budowę schroniska studenckiego „Szczerbanówka”.
Wieżę wybudowano w 2017 z inicjatywy Nadleśnictwa Cisna. To budowla konstrukcji drewnianej o wysokości 9 m. Posiada trzy platformy widokowe. Na najwyższej znajduje się panorama z opisanymi widokami oraz luneta. Wieża jest dostępna samochodem z parkingiem obok niej.
Z wieży roztacza się widok na wschód na polskie Bieszczady między innymi Smerek, Połoninę Wetlińską, Jasło, Małe Jasło i Hyrlatą.

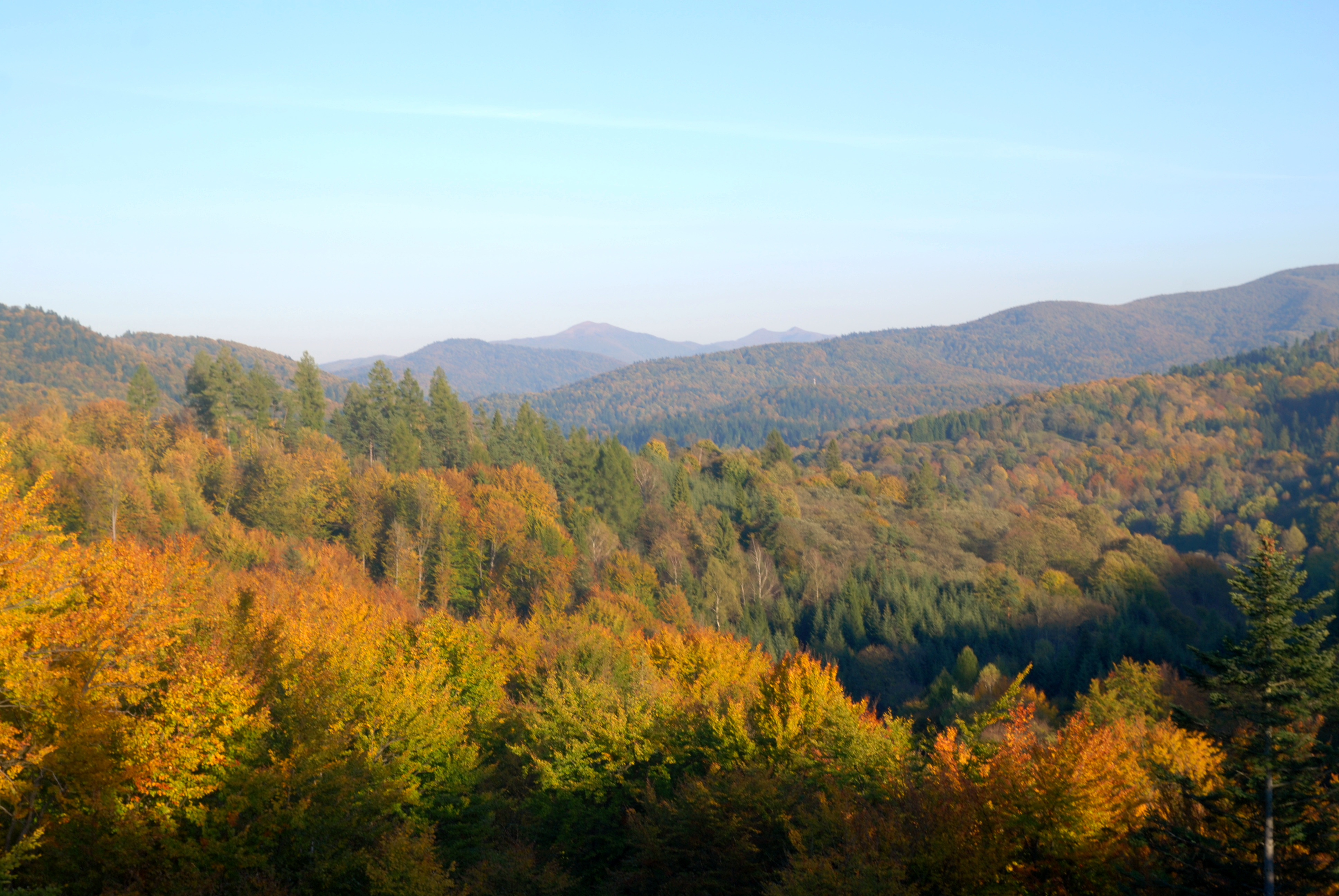
Widok na Bieszczady Wysokie
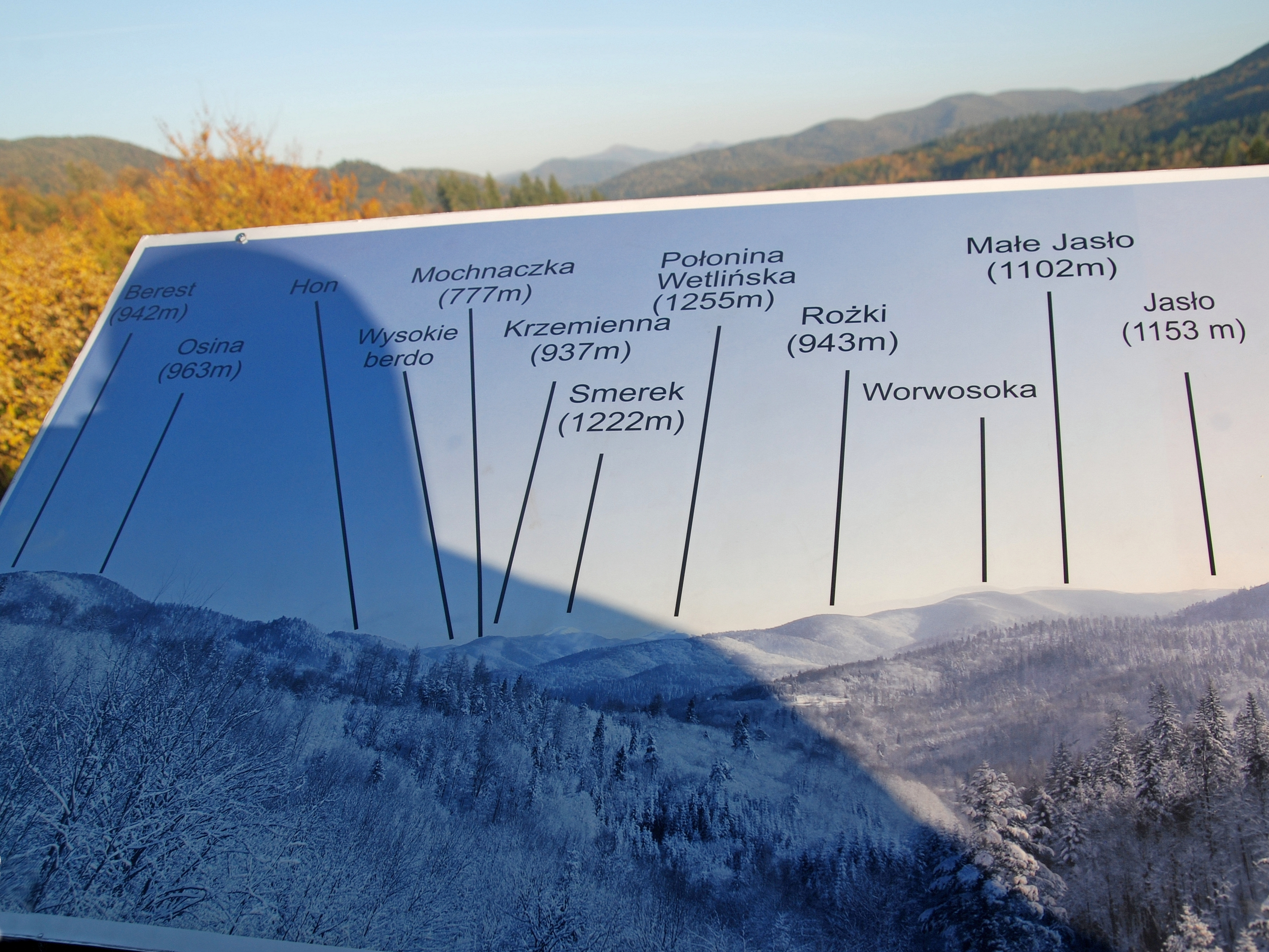
Opis panoramy
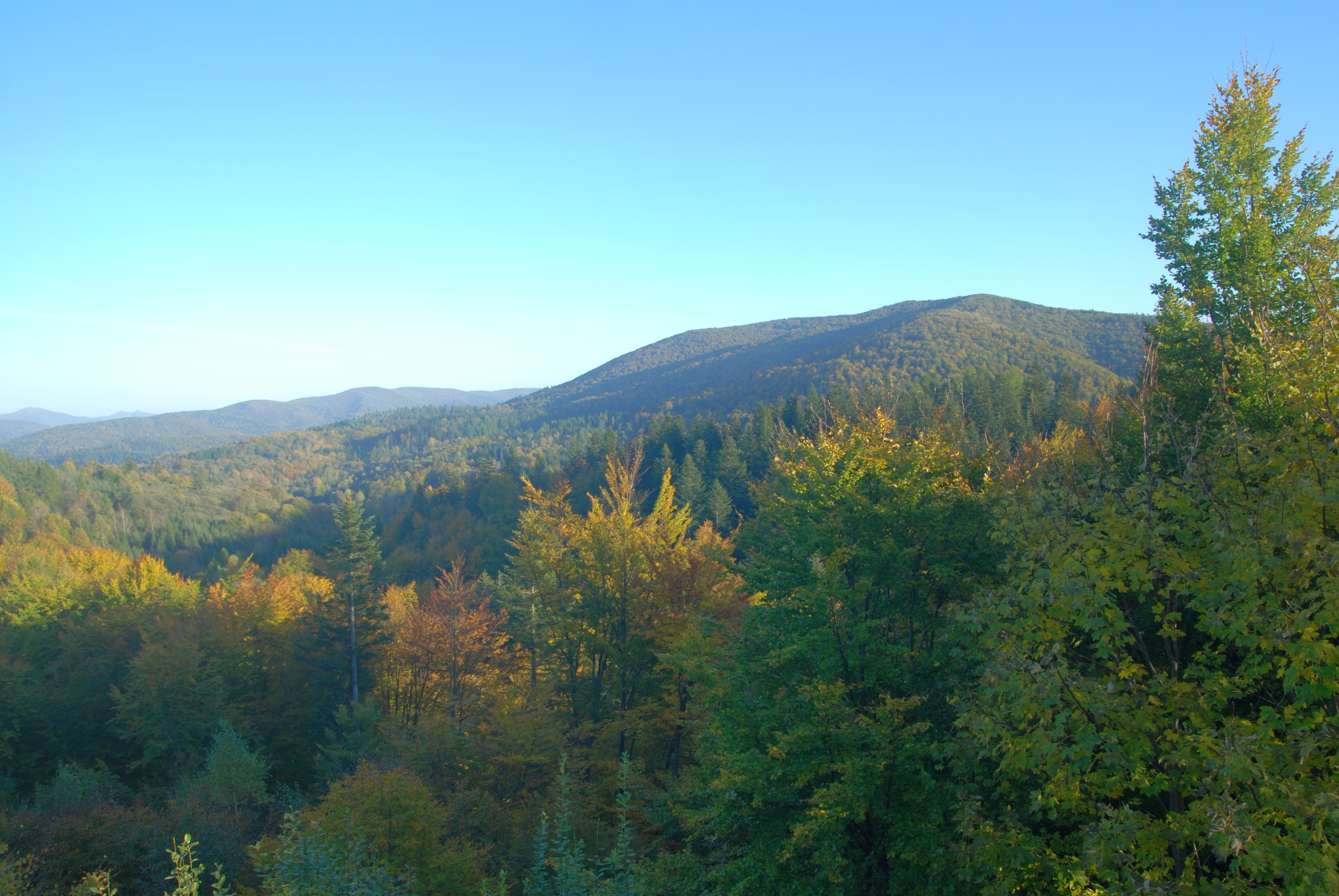
Widok na Hyrlatą i Jasła

W odległości około 1 km od wieży w kierunku wschodnim przebiega zielony szlak turystyczny Hyrlata –- Wołosań. 